# Нуклеоморф
Нуклеоморф је остатак једарног генома еукариотског симбионта (зелене или црвене алге) у процесу секундарне хлоропластне ендосимбиогенезе. Постоји код група Cryptophyta и Chlorarachniophyta. Нуклеоморф садржи најмање и до сада најкомпактније геноме еукариота (величина је 1,3-2,8 Mb, а у геному је више од 91% кодирајућих гена). Геном нуклеоморфа поседује 30 гена који кодирају есенцијалне протеине секундарних пластида.